# Nike-Apache

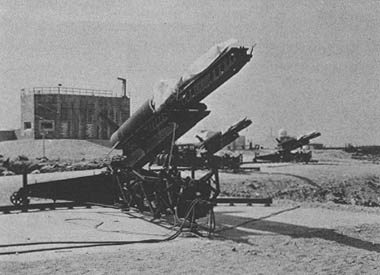
Sistemes Nike Apache preparats pel llançament des de Fort Churchill, Canadà, ca. 1960-1968

El Nike Apache va ser un coet sonda de dos etapes usat per la NASA per enlairar instruments en l'atmosfera superior. El Nike Apache va ser llançat 636 vegades entre 1961 i 1978, pel seu baix cost (US$6000) i la capacitat per ser llançat des de molts llocs.
El Nike Apache es va utilitzar per donar suport a una gran varietat de càrregues útils per estudiar també una àmplia gamma de temes, inclosa la radioastronomia, la meteorologia, aeronomia, les condicions atmosfèriques, la física del plasma i la física solar. La NASA els va fer volar des del Brasil, Canadà, Índia, Noruega, Pakistan, Espanya, Suècia, Surinam, en tots els EUA, i sobre el USS Croatan (CVE-25). El pes màxim de càrrega útil va ser de 36 kg. i l'altitud màxima al voltant 200 km. Nike Apache va ser el primer coet llançat per l'Índia des de TERLS (Thumba Equatorial Rocket Launching Station) de Kerala el 1963. La configuració del Nike-Apache també va ser utilitzat per una variació del coet objectiu MQR-13 BMTS.